# Scopula conotaria
Scopula conotaria är en fjärilsart som beskrevs av William Schaus 1901. Scopula conotaria ingår i släktet Scopula och familjen mätare. Inga underarter finns listade.